# Lyrestads församling
Lyrestads församling är en församling i Vadsbo kontrakt i Skara stift. Församlingen ligger i Mariestads kommun i Västra Götalands län och ingår i Amnehärad-Lyrestads pastorat.

## Administrativ historik
Församlingen har medeltida ursprung. 
Församlingen utgjorde till 1995 ett eget pastorat för att därefter till 2004 vara moderförsamling i pastoratet Lyrestad, Hassle, Berga, Färed och Enåsa. Församlingen införlivade 2004 Enåsa, Hassle, Berga och Färeds församlingar. Från sammanslagningen 2004 till 2006 utgjorde församlingen ett eget pastorat för att från 2006 ingå i Amnehärad-Lyrestads pastorat.

## Organister
| Period    | Namn                  | Levnadstid | Övrigt   |
| --------- | --------------------- | ---------- | -------- |
| 1687-1691 | Niklas Andersson Wass | 1667-      | Organist |
| 1770-1777 | Gustav Tranberg       | 1754-      | Organist |
| 1777-1778 | Per Israel Grönquist  | 1750-1815  | Organist |
| 1779-1820 | Petter Lindmark       | 1753-1820  | Organist |
| 1821-1855 | Karl Gabriel Bergdahl | 1799-1855  | Organist |
| 1856-1882 | Sven Olof Wetterman   | 1825-1882  | Organist |

## Kyrkor
- Berga kyrka
- Enåsa kyrka
- Färeds kyrka
- Hassle kyrka
- Lyrestads kyrka
- Sjötorps kyrka